# Stephen Coppinger
Stephen Coppinger, né le 24 septembre 1984 à Dublin, est un joueur professionnel de squash représentant l'Afrique du Sud. Il atteint en avril 2015 la 14e place mondiale sur le circuit international, son meilleur classement. Il est champion d'Afrique du Sud à huit reprises, un record.

## Biographie
Stephen Coppinger naît à Dublin, mais rapidement part à Alexandrie où il passe deux années suivie d'une année aux Pays-Bas puis au Kenya et enfin en Afrique du Sud. Il annonce sa retraite sportive en octobre 2017.

## Palmarès

### Titres
- Open de Charlottesville : 2 titres (2015, 2016)
- Houston Open : 2014
- Championnats d'Afrique du Sud : 8 titres (2007, 2008, 2010−2013, 2015, 2016)

### Finales
- Motor City Open : 2015
- Windy City Open : 2013
- Torneo Internacional PSA Sporta : 2013